# Специјална болница за психијатријске болести Ковин
Специјална болница за психијатријске болести Ковин је специјализована здравствена установа у систему здравства Србије на подручју Ковина.

## Историја
Званичним почетком рада болнице означен је 16. јул 1924. године, а за првог Управника исте постављен је др Дезидер Јулијус. Од почетних 50 пацијената, хроничних, мирних, за рад способних, болница се све више ширила тако да је на десетогодишњицу оснивања, у болници било већ око 500 болесника. Организационо, Др Јулијус је болницу поделио по одељењима, а пријем нових болесника поверио је комисији. За тадашње прилике, болесници су лечени успешно, и то новом методом: радном терапијом, за коју се може рећи да је била примарно стручно уверење др Јулијуса.
Пацијенти су били смештени у три зграде од којих је свака имала кухињу и купатило. Године 1974. болница је одликована Орденом заслуга за народ са златним венцем.